# José María Medina (Honduras)
José María Medina, né le 19 mars 1826 à Sensenti et mort le 23 janvier 1878 à Santa Rosa de Copán, est un homme d'État hondurien. Il est président du Honduras à plusieurs reprises.